# Encinas de Arriba
Encinas de Arriba est une commune de la province de Salamanque dans la communauté autonome de Castille-et-León en Espagne.

## Géographie
Située près de la rivière Tormes, proche de Salamanque (23 km) le long de la SA 104, et à 7 km de l'autoroute E-803, le long du canal de Maya. La grande ville la plus proche est Alba de Tormes. À environ 20 km de l'Emblase de Santa Teresa (lac). La ville est située relativement dans une plaine.

## Histoire
Sa fondation remonte au repeuplement effectué par les rois de León au Moyen Age, s'appelant alors Ezinas et s'intégrant dans le quartier d'Allende el Río de la juridiction d'Alba de Tormes, dans le royaume de León. La création des provinces actuelles en 1833, Encinas de Arriba a été encadrée dans la province de Salamanque, dans la région de Leonese, faisant partie du district judiciaire d'Alba de Tormes jusqu'à sa disparition et son intégration à Salamanque.

## Démographie
| 1900 | 287 |
| 1910 | 287 |
| 1920 | 284 |
| 1930 | 230 |
| 1940 | 385 |
| 1950 | 221 |
| 1960 | 346 |
| 1970 | 331 |
| 1981 | 394 |
| 1991 | 290 |
| 2000 | 288 |
| 2017 | 241 |